# Coronaridina
Coronaridina es un alcaloide que se encuentra en Tabernanthe iboga y especies afines.
Coronaridina  reduce la autoadministración de cocaína y la morfina en ratas.